# 旺福
旺福（英文團名:Won Fu），四人成員的台灣樂團。正式成軍於1998年10月，團名由來是成員Twiggy和朋友為學校的一隻狗取的名字。曾參與多次春天吶喊、野台開唱、貢寮海洋音樂祭等大型音樂活動，以及在台北Vibe、地下社會、河岸留言、聖界等Live House表演，以其童趣十足、簡單詼諧和獨特的創意獨樹一格。參加滾石半成年合輯後逐漸打開知名度。目前隸屬旺福愛你有限公司。2002海洋音樂祭獲評審團大賞，並入圍第16屆金曲獎、第17屆金曲獎、第19屆金曲獎、第27屆金曲獎及第30屆金曲獎最佳樂團獎。第13屆金音獎入圍最佳樂團並獲獎。

## 成員

### 現任成員
| 姚浚民 | 小民           | 1978年7月27日(46歲) | 吉他手、主唱 1998年－現在 |
| 古欣玉 | 瑪靡（Mami）   | 1983年9月15日(41歲) | 主唱、吉他手 2006年－現在 |
| 謝謹如 | 推機（Twiggy） | 1980年2月6日 (45歲) | 貝斯手 1998年－現在       |
| 杜秉鴻 | 肚皮           | 1981年7月17日(43歲) | 鼓手 2001年－現在         |

### 前成員
| Ringo           | 團長                   | 米格魯犬，2015年7月18日於在籍中去世。 |
| Bonjour         | 副團長                 | 米格魯犬                              |
| 茱蒂（Judy）    | 女主唱(1999年－2006年) | 離開音樂界之後從事婚紗業。            |
| 蔡濯羽（Chris） | 鼓手(1999年－2001年)   |                                       |
| 阿光            | 鍵盤手、吉他手         | 現名 DJ. Rez。                        |
| 羅透            | 貝斯手                 |                                       |

## 音樂作品

### 專辑
- 2003年：《同名同姓專輯》
- 2004年：《旺福》
- 2005年：《旺福誌》
- 2007年：《青春舞曲》（中文版／日本版）
- 2008年：《the wonderful world of wonfu》（日本版精選輯）
- 2009年：《旺福愛你》（中文版／日本版）
- 2010年：《飛向你飛向我》
- 2013年：《旺得福》（中文版／日本版）
- 2015年：《阿爸我要當歌星》 （中文版／日本版）
- 2018年：《旺情歌》 （中文版）
- 2021年：《你好我好大家好》 （中文版）

### 單曲
- 2001年：《小綿羊趕集》收錄於少年ㄞ國（角頭唱片）
- 2002年：《新幹線》收錄於赤聲搖滾第五輯（新力唱片）/半成年主張（滾石唱片）
- 2003年：《我小的時候都去Spin》收錄於海洋大賞樂團合輯（角頭唱片）
- 2003年：《魯道夫的復仇》
- 2004年：《ByeBye X'mas》
- 2007年：《親一下，清心過好年》（文建會『2007清心過好年』）
- 2008年：《戀愛ING 2008》(7-11 OPEN小將合輯)
- 2011年：《溫柔小確幸》（靠得住溫柔宣言廣告歌）
- 2011年：《小小的溫柔》（靠得住溫柔宣言廣告歌）
- 2012年：《背包客》
- 2014年：《旺旺叫》
- 2014年：《Have some Fun》
- 2016年：《Let's Party》（六福村 2016年度代言主題曲廣告歌）
- 2017年：《阿娘哈細腰》
- 2018年：《糙級給力》（統一陽光糙米漿代言主題曲）[註 1]
- 2019年：《一人一半》（《俗女養成記》主題曲）
- 2021年：《今世世界紀錄 - 勇者版》
- 2021年：《珍珠芋圓》
- 2021年：《莎喲娜拉Sayonara》（《俗女養成記2》主題曲）

## 電影作品

### 電影
| 年份   | 電影名稱       | 演出成員 | 角色 | 性質 | 導演   | 備註 |
| 2023年 | 《他馬克老闆》 | 小民     |      |      | 瞿友寧 |      |

## 獎項紀錄
| 年份   | 屆次                     | 作品                           | 獎項                                | 入圍                           | 結果       |
| ------ | ------------------------ | ------------------------------ | ----------------------------------- | ------------------------------ | ---------- |
| 2001年 | YAMAHA 全國熱門音樂大賽  | N/A                            | YAMAHA 全國熱門音樂大賽北區最佳鼓手 | 肚皮                           | 獲獎       |
| 2002年 | 海洋音樂祭               | N/A                            | 2002海洋音樂祭                      | 旺福                           | 評審團大賞 |
| 2005年 | 第16屆金曲獎             | 《旺福樂團「旺福」同名專輯》   | 最佳樂團獎                          | 《旺福樂團「旺福」同名專輯》   | 提名       |
| 2006年 | 第17屆金曲獎             | 《旺福誌》                     | 最佳樂團獎                          | 《旺福誌》                     | 提名       |
| 2008年 | 第11屆中華音樂人交流協會 | 《青春舞曲》                   | 年度十大專輯                        | 《青春舞曲》                   | 獲獎       |
| 2008年 | 第19屆金曲獎             | 《青春舞曲》                   | 最佳樂團獎                          | 《青春舞曲》                   | 提名       |
| 2016年 | 第27屆金曲獎             | 《阿爸我要當歌星》             | 最佳樂團獎                          | 《阿爸我要當歌星》             | 提名       |
| 2019年 | 第30屆金曲獎             | 《旺情歌》                     | 最佳樂團獎                          | 《旺情歌》                     | 提名       |
| 2022年 | 第57屆金鐘獎             | 《莎呦娜拉》                   | 主題歌曲獎                          | 《莎呦娜拉》                   | 提名       |
| 2022年 | 第57屆金鐘獎             | 《蚵仔麵線》                   | 主題歌曲獎                          | 《蚵仔麵線》                   | 獲獎       |
| 2022年 | 第57屆金鐘獎             | 《俗女養成記2》                | 戲劇配樂獎                          | 《俗女養成記2》                | 提名       |
| 2022年 | 第13屆金音創作獎         | 《你好我好大家好》             | 最佳樂團獎                          | 《你好我好大家好》             | 獲獎       |
| 2022年 | 第13屆金音創作獎         | 《你好我好大家好》             | 最佳另類流行專輯獎                  | 《你好我好大家好》             | 提名       |
| 2022年 | 第13屆金音創作獎         | 《你好我好大家好》             | 最佳另類流行歌曲獎                  | 《我和牙醫有個約會》           | 提名       |
| 2022年 | 第13屆金音創作獎         | 《你好我好大家好》             | 最佳民謠歌曲獎                      | 《莎呦娜拉》                   | 提名       |
| 2022年 | 第13屆金音創作獎         | 《旺福〈俗女的歌〉Live音樂會》 | 最佳現場演出獎                      | 《旺福〈俗女的歌〉Live音樂會》 | 提名       |

## 出版物
- 《旺福》（平装本出版有限公司，2003）ISBN: 9789578034365
- 《給女鵝的信 : 搖滾把拔愛妳一兆年》(城邦文化出版: 家庭傳媒城邦分公司發行, 2015 城邦文化出版: 2015) ISBN：	9789863061946

## 個人生活
- 2013年7月16日，於<愛你一兆年>MV拍攝結束後，主唱小民向同團的貝斯手推機求婚成功[3]；2013年12月25日登記結婚，在2014年6月11日補辦迎娶儀式和婚宴，由團友肚皮和MAMI為伴郎、伴娘[4]。
- 2014年7月12日，旺福宣布“畢業半年”，好讓小民和推機為成為父母作準備，而MAMI遊學法國。
- 2015年1月16日，小民推機生下女兒朵安，MAMI回台。
- 2016年10月28日，小民宣布兒子品安的誕生[5]。
- 2021年6月10日，肚皮宣布兒子雨晞的誕生。

## 節目通告
- 大學生了沒
- 乐队的夏天

## 相關連結
- 官方网站
- 旺福MySpace （页面存档备份，存于）
- 旺福的Facebook專頁
- 旺福的Instagram帳戶
- 旺福YouTube官方頻道 （页面存档备份，存于）
- wondermusic